# Дякую вам за куріння (роман)
«Спасибі за куріння» — роман Крістофера Баклі, вперше опублікований у 1994 році, який розповідає історію вигаданого героя Ніка Нейлора, тютюнового лобіста 1990-х років.
Кристофер Баклі — один із незмінних лідерів «Бестселерів „Нью-Йорк Таймс“», «найсмішніший сучасний англомовний письменник», як називають його критики. Роман «Дякую за куріння», що побачив світ наприкінці ХХ століття, нині вважається у США класикою політичної сатири, він приніс авторові всесвітню відомість, славу та популярність. Це справжній сучасний «крутійський роман», сповнений напруження і карколомних подій, що розгортаються у Вашингтоні в середовищі лобістів, які обстоюють у владних колах такі речі, як виробництво та розповсюдження тютюну, торгівлю алкоголем та зброєю.
А уважний український читач неодмінно помітить вражаючу схожість між американським та вітчизняним життям за лаштунками великої політики.

## Сюжет
Нік Нейлор є головним представником Академії досліджень тютюну, лобістської фірми тютюнової промисловості, яка пропагує переваги сигарет. Він використовує резонансні події в ЗМІ та навмисно провокаційну риторику, щоб висвітлити те, що його клієнти вважають несправедливим хрестовим походом проти тютюну та нікотинових виробів.
Політична сатира посилюється неформальним зв'язком Нейлора з лобістами з інших галузей, які піддаються регулярній ганьбі в засобах масової інформації, наприклад, Поллі Бейлі, лобістом алкогольної та алкогольної промисловості, та Боббі Джеєм Бліссом, який представляє промисловість вогнепальної зброї. Разом вони утворюють так званий загін MOD, що є посиланням на назву поліцейської драми, хоча в цьому випадку «MOD» означає «Merchants Of Death».
Ключовим моментом у сюжеті є те, що Нейлора викрадає таємна група, яка намагається вбити його, наклеївши нікотинові пластирі. Пошуки виконавців злочину приводять до дивовижних результатів.

## Екранізація
Мел Гібсон спочатку купив права на кіноверсію роману.
Фільм, знятий за романом, вийшов у 2005 році. Хоча герої, по суті, однакові, сюжет дещо суттєво відрізняється. Найпомітніше, що стосункам Нейлора з його сином приділяється більш помітна роль, а змова про викрадення применшується. Крім того, кінцівка різна як подіями, так і тональністю.
В українському перекладі роман вийшов 2023 році у видавництва «Фабула».